# Paracaesio waltervadi
Paracaesio waltervadi es una especie de peces de la familia Lutjanidae en el orden de los Perciformes.

## Morfología
• Los machos pueden llegar alcanzar los 42,9 cm de longitud total.

## Hábitat
Es un pez de mar de clima subtropical  que vive entre 18-40 m de profundidad.

## Distribución geográfica
Se encuentra al sur de Madagascar.